# 馬袋義則
馬袋 義則（ばたい よしのり、1972年10月3日 - ）は、兵庫県出身のボートレーサー。登録番号3612。身長168cm。血液型B型。71期。兵庫支部所属。同期に山崎智也、海野ゆかり、深川真二などがいる。

## 来歴
- 1992年11月、尼崎競艇場の一般戦でデビュー（２着）。
- 1996年12月、尼崎競艇場の一般戦で初優出、初優勝を飾る。
- 1998年2月、住之江競艇場でおこなわれた地区戦でG1初出場。
- 2002年1月、尼崎競艇場でおこなわれた周年記念でG1初優出。
- 2002年5月、尼崎競艇場でおこなわれた笹川賞でSG初出場。
- 2012年3月、戸田競艇場でおこなわれた総理大臣杯でSG初優出、初優勝[1]。
- 2014年9月、ボートレース下関の一般戦・初日第12Rに勝利し、通算1,500勝達成[2]。

## 人物・エピソード
兵庫支部の実力者でありコンスタントにG1・SGに出場していたが、なかなかタイトルとは縁がなかった。しかし2012年戸田競艇場で行われた第47回総理大臣杯で、10回目のSG出場で初優出し一号艇で登場。そのままイン逃げを決め、G1を飛び越えSG初優勝となった。

## SG・G1・G2・G3タイトル

### SG
- 第47回 総理大臣杯（2012年・戸田競艇場）

### G2
- モーターボート大賞（2012年・津競艇場）

### G3
- 第23回アサヒビールカップ（2017年・住之江競艇場）